# Ben Walter
Pour les articles homonymes, voir Walter.
Ben James Walter (né le 11 mai 1984 à Beaconsfield, dans la province de Québec au Canada) est un joueur professionnel de hockey sur glace évoluant à la position de centre.

## Carrière
Fils de l'ancien joueur de la Ligue nationale de hockey Ryan Walter, Ben se voit être repêché par les Bruins de Boston lors de l'encan de 2004 alors qu'il évolue pour les River Hawks de l'UMass-Lowell, club universitaire s'alignant dans la division Hockey East du championnat de la NCAA.
Il devient joueur professionnel en 2005 alors qu'il rejoint le club affilié aux Bruins dans la Ligue américaine de hockey, les Bruins de Providence. Walter est également appelé au cours de cette saison à faire ses débuts en LNH en prenant part à six rencontres avec Boston.
Après avoir partagé la saison 2006-2007 entre Boston et Providence, il passe aux mains des Islanders de New York pour qui il joue durant deux saisons. À l'été 2009, les Islanders l'envoient aux Devils du New Jersey et Walter rejoint alors leur club-école, les Devils de Lowell.

## Statistiques
| Saison     | Équipe                        | Ligue       |    | Saison régulière | Saison régulière | Saison régulière | Saison régulière | Saison régulière |   | Séries éliminatoires | Séries éliminatoires | Séries éliminatoires | Séries éliminatoires | Séries éliminatoires |
| Saison     | Équipe                        | Ligue       | PJ | B                | A                | Pts              | Pun              | PJ               | B | A                    | Pts                  | Pun                  |                      |                      |
| 2000-2001  | Hornets de Langley            | LHCB        | 50 | 8                | 22               | 30               | 19               |                  |   |                      |                      |                      |                      |                      |
| 2001-2002  | Hornets de Langley            | LHCB        | 50 | 29               | 47               | 76               | 29               |                  |   |                      |                      |                      |                      |                      |
| 2002-2003  | River Hawks de l'UMass-Lowell | HE          | 35 | 5                | 12               | 17               | 12               |                  |   |                      |                      |                      |                      |                      |
| 2003-2004  | River Hawks de l'UMass-Lowell | HE          | 36 | 18               | 16               | 34               | 18               |                  |   |                      |                      |                      |                      |                      |
| 2004-2005  | River Hawks de l'UMass-Lowell | HE          | 36 | 26               | 13               | 39               | 32               |                  |   |                      |                      |                      |                      |                      |
| 2005-2006  | Bruins de Providence          | LAH         | 62 | 16               | 24               | 40               | 33               | 3                | 2 | 0                    | 2                    | 2                    |                      |                      |
| 2005-2006  | Bruins de Boston              | LNH         | 6  | 0                | 0                | 0                | 4                |                  |   |                      |                      |                      |                      |                      |
| 2006-2007  | Bruins de Providence          | LAH         | 73 | 24               | 43               | 67               | 58               | 13               | 4 | 4                    | 8                    | 6                    |                      |                      |
| 2006-2007  | Bruins de Boston              | LNH         | 4  | 0                | 0                | 0                | 0                |                  |   |                      |                      |                      |                      |                      |
| 2007-2008  | Sound Tigers de Bridgeport    | LAH         | 68 | 20               | 46               | 66               | 31               |                  |   |                      |                      |                      |                      |                      |
| 2007-2008  | Islanders de New York         | LNH         | 8  | 1                | 0                | 1                | 0                |                  |   |                      |                      |                      |                      |                      |
| 2008-2009  | Sound Tigers de Bridgeport    | LAH         | 65 | 20               | 30               | 50               | 10               | 5                | 1 | 4                    | 5                    | 2                    |                      |                      |
| 2008-2009  | Islanders de New York         | LNH         | 4  | 0                | 0                | 0                | 0                |                  |   |                      |                      |                      |                      |                      |
| 2009-2010  | Devils de Lowell              | LAH         | 78 | 22               | 36               | 58               | 26               | 5                | 1 | 1                    | 2                    | 2                    |                      |                      |
| 2009-2010  | Devils du New Jersey          | LNH         | 2  | 0                | 0                | 0                | 2                |                  |   |                      |                      |                      |                      |                      |
| 2010-2011  | Monsters du lac Érié          | LAH         | 77 | 23               | 47               | 70               | 24               | 7                | 3 | 2                    | 5                    | 4                    |                      |                      |
| 2011-2012  | Heat d'Abbotsford             | LAH         | 75 | 19               | 40               | 59               | 30               | 8                | 1 | 7                    | 8                    | 2                    |                      |                      |
| 2012-2013  | Heat d'Abbotsford             | LAH         | 68 | 15               | 34               | 49               | 18               | -                | - | -                    | -                    | -                    |                      |                      |
| 2013-2014  | Örebro HK                     | SHL         | 35 | 2                | 13               | 15               | 14               | -                | - | -                    | -                    | -                    |                      |                      |
| 2013-2014  | Jokerit                       | Liiga       | 23 | 2                | 5                | 7                | 4                | 1                | 0 | 1                    | 1                    | 0                    |                      |                      |
| 2014-2015  | EC Red Bull Salzbourg         | EBEL        | 47 | 13               | 30               | 43               | 12               | 8                | 3 | 5                    | 8                    | 8                    |                      |                      |
| 2015-2016  | EC Red Bull Salzbourg         | EBEL        | 41 | 5                | 13               | 18               | 22               | 16               | 5 | 5                    | 10                   | 0                    |                      |                      |
| 2016-2017  | Nippon Paper Cranes           | Asia League | 48 | 12               | 27               | 39               | 40               | 2                | 1 | 2                    | 3                    | 2                    |                      |                      |
| 2017-2018  | EC Villacher SV               | EBEL        | 43 | 4                | 7                | 11               | 22               | -                | - | -                    | -                    | -                    |                      |                      |
| Totaux LNH | Totaux LNH                    | Totaux LNH  | 24 | 1                | 0                | 1                | 6                |                  |   |                      |                      |                      |                      |                      |

## Honneurs et trophées
- Hockey East : nommé dans la deuxième équipe d'étoiles en 2005.

## Transactions
- Repêchage 2004 : repêché par les Bruins de Boston (5e choix de l'équipe, 160e au total).
- 11 septembre 2007 : échangé par les Bruins avec leur choix de deuxième ronde au repêchage de 2009 (échangé ultérieurement aux Blue Jackets de Columbus qui sélectionnent avec ce choix Kevin Lynch (en)) aux Islanders de New York en retour de Petteri Nokelainen.
- 30 juin 2009 : échangé par les Islanders avec des compensations futures aux Devils du New Jersey en retour des droits sur Tony Romano.
- 7 juillet 2010 : signe à titre d'agent libre avec l'Avalanche du Colorado.
- 2 juillet 2011 : signe à titre d'agent libre avec les Flames de Calgary.

## Parenté dans le sport
Il est le fils de Ryan Walter qui évolua également dans la Ligue nationale de hockey.